# Orsinome
Orsinome là một chi nhện trong họ Tetragnathidae.